# Berikaoba

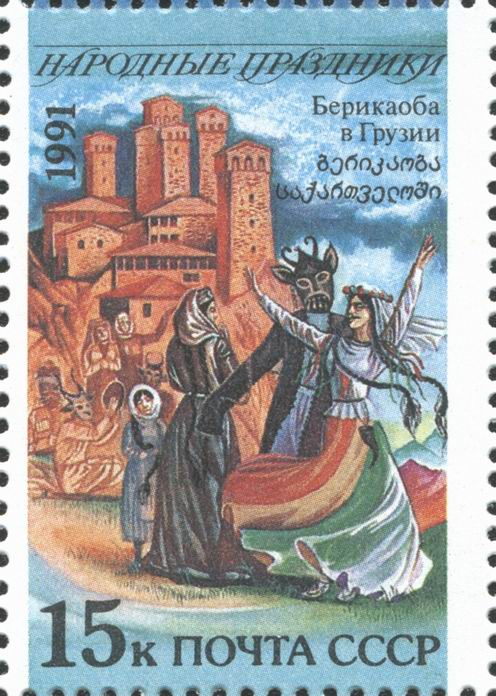
Postzegel van de berikaoba, 1991

Berikaoba is een traditioneel gemaskerd volkstheater in Georgië, waarbij er competitie is tussen deelnemers die geestige gedichten voordragen. Berika betekent acteur en oba actie. De liederen en melodieën worden berikuli genoemd.
De acteurs worden vaak begeleid door muziek op een Georgische doedelzak, de goedastviri. De verschillende traditionele maskers beelden allerlei karakters uit, variërend van een bruid, bruidegom, rechter en een priester, maar vooral ook van veel dieren, zoals een varken, beer, geit, enz.
Het is van oorsprong bedoeld als rite op het platteland voor vruchtbaarheid en voortplanting, en de cultus van de goden Kviria en Telef. De berikaoba's vinden vaak plaats tijdens festiviteiten, zoals christelijke feestdagen en bruiloften, en hebben zelf geen kerkelijk karakter. 

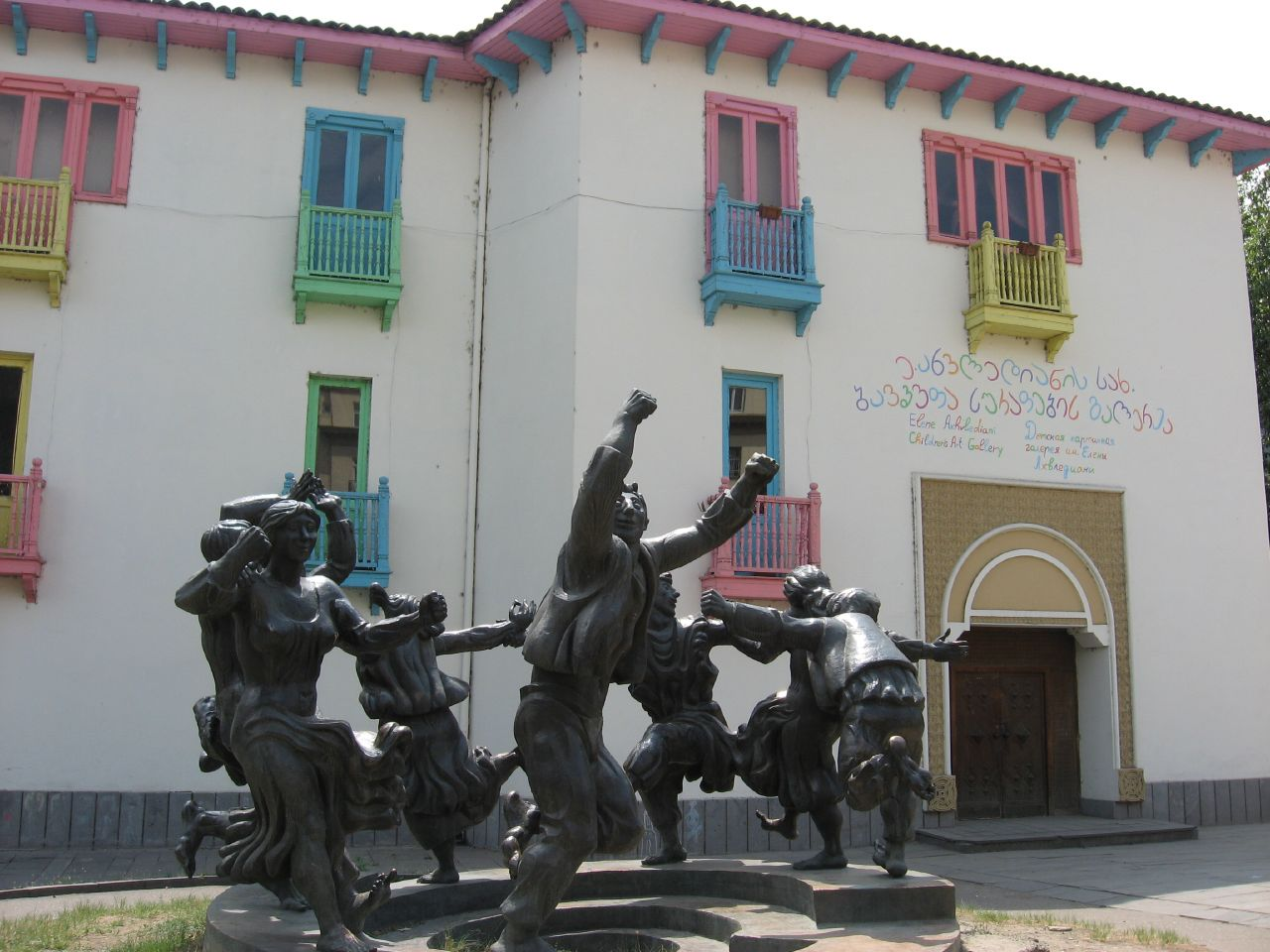
Dansende berika's, Avtandil Monselidze, 1981